# تیاگو مارتینز
تیاگو مارتینز مهاجم اهل برزیل است که در شهر سائوپائولو و در تاریخ ۴ سپتامبر ۱۹۷۶ به دنیا آمده‌است.
تیاگو مارتینز در تیم‌های فوتبال San Diego Flash سابقهٔ حضور دارد.